# آندریا آنکوویچ
آندریا آنکوویچ (کرواتی: Andrija Anković؛ ۱۶ ژوئیهٔ ۱۹۳۷ – ۲۸ آوریل ۱۹۸۰) بازیکن و مربی فوتبال اهل یوگسلاوی بود.
از باشگاه‌هایی که در آن بازی کرده‌است می‌توان به باشگاه فوتبال کایزرسلاوترن و باشگاه فوتبال هایدوک اسپلیت اشاره کرد.
وی در مسابقات کشوری و بین‌المللی در مجموع برندهٔ ۱ مدال طلا شده‌است.